# Aphyosemion herzogi
Aphyosemion herzogi е вид лъчеперка от семейство Nothobranchiidae. Видът е незастрашен от изчезване.

## Разпространение
Разпространен е в Габон, Екваториална Гвинея и Камерун.

## Описание
На дължина достигат до 5 cm.